# Italmanubri

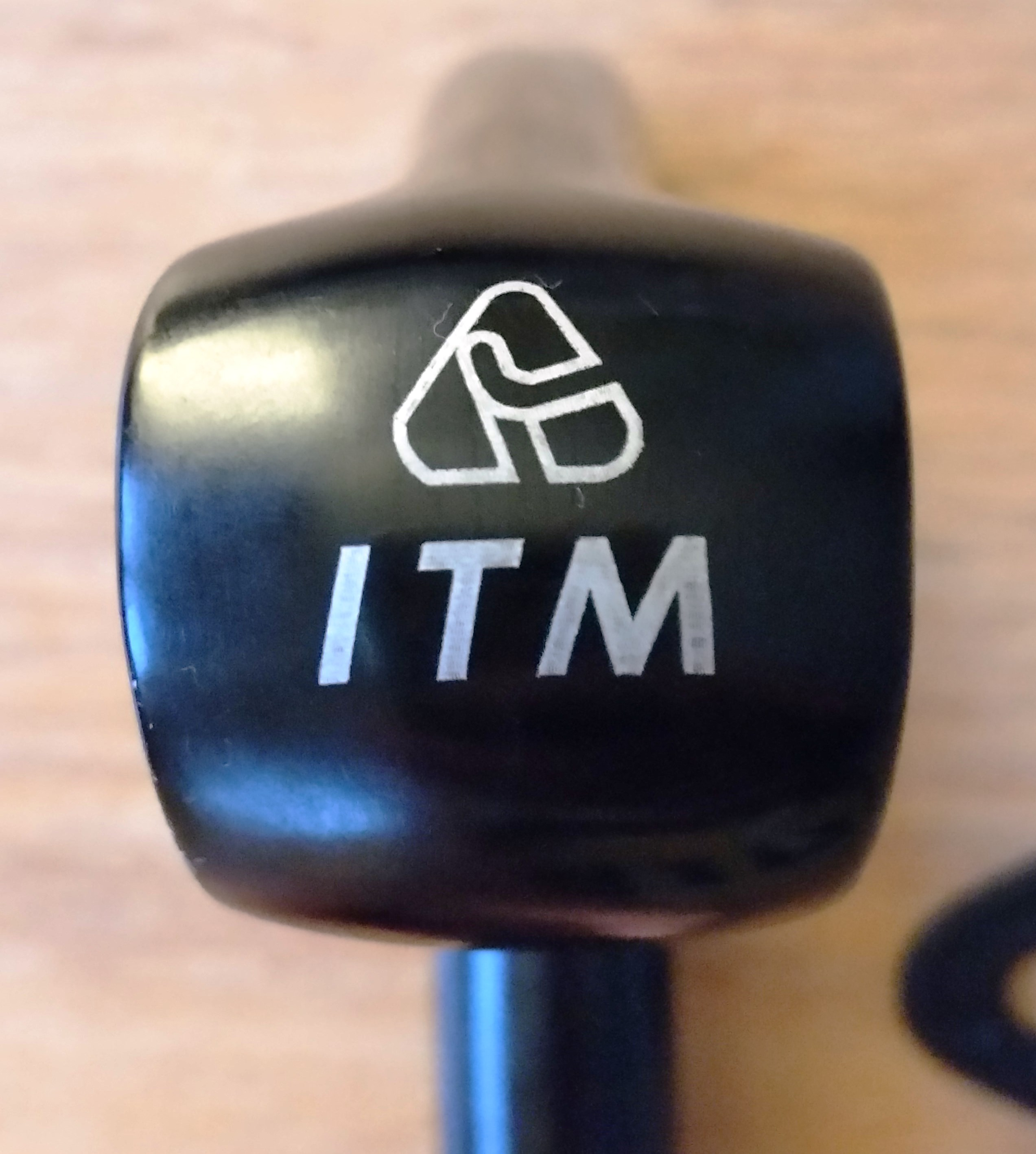
ITM Logo 90er Jahre, hier auf einem Vorbau

Italmanubri – ITM BIKE COMPONENTS srl, besser bekannt als ITM, ist ein italienischer Hersteller von Fahrradkomponenten und Fahrradlaufräder aus Bagnatica (Lombardei).

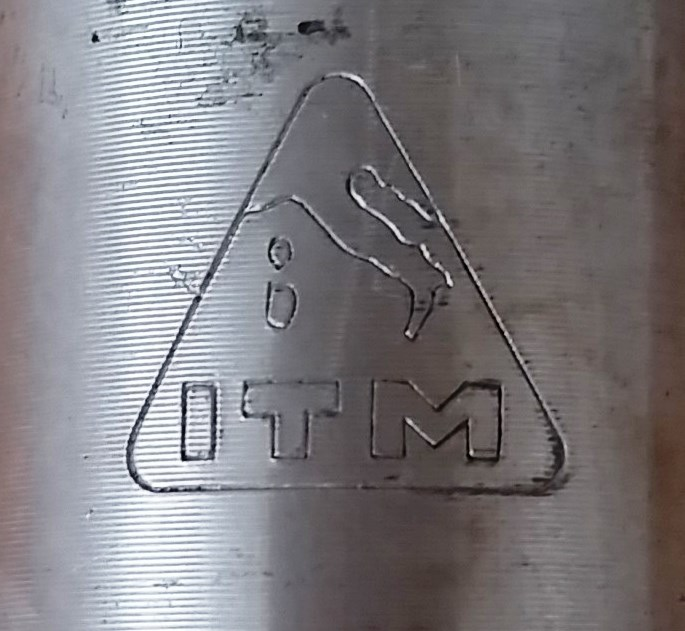
ITM Logo 80er Jahre, hier auf einer Sattelstütze

Italmanubri (ital.: „manubrio“ = Lenker) gehört zu den Traditionsmarken des italienischen Radsports. Bekannt wurde die Firma vor allem durch Herstellung und Vertrieb von Fahrradkomponenten für Rennräder: Vorbauten, Lenker und Sattelstützen.
Nach der Umbenennung von Italmanubri in ITM wurde zu Beginn der 80er Jahre ein Firmenlogo in Form eines Dreiecks mit abgerundeten Ecken verwendet, das im oberen Bereich die Kontur Italiens und im unteren Bereich den Schriftzug ITM einschloss. Das heutige Logo ist stilisiert und gleicht dem ursprünglichen nur noch der Form nach.
Neben den zuvor genannten Fahrradkomponenten vertreibt die Firma heute auch Rennradrahmen und -gabeln.
Die Firma hat ihrem Stammsitz in Grumello del Monte, ihre italienische Handelsniederlassung in Bagnatica sowie auswärtige Niederlassungen in China und Taiwan.